# Mayor Pablo Lagerenza
Mayor Pablo Lagerenza este un oraș din departamentul Alto Paraguai, Paraguay.